# La Tare (film, 1921)
Pour les articles homonymes, voir La Tare et Shame.
Pour plus de détails, voir Fiche technique et Distribution.
La Tare (Shame) est un film américain réalisé par Emmett J. Flynn, sorti en 1921.

## Fiche technique
- Titre original : Shame
- Titre français : La Tare
- Réalisation : Emmett J. Flynn
- Scénario : Emmett J. Flynn, Max Brand, Bernard McConville
- Photographie : Lucien N. Andriot
- Production :  William Fox
- Société de production : Fox Film Corporation
- Société de distribution : Fox Film Corporation
- Pays de production :  États-Unis
- Langue originale : anglais
- Format : noir et blanc — 35 mm — 1,33:1 — Film muet
- Genre : Drame
- Durée : 1h30 (9 bobines)
- Dates de sortie : 
  - États-Unis : 31 juillet 1921
  - France : 26 janvier 1923

## Distribution
- Doris Pawn : Winifred Wellington
- William V. Mong : Li Clung
- Rosemary Theby : la tisseuse de rêves
- Red Kirby : "Once-over" Jake
- John Gilbert : William Fielding et David Field, son fils
- Mickey Moore : David à 5 ans
- Frankie Lee : David à 10 ans
- George Siegmann : Foo Chang
- George Nichols : Jonathan Fielding
- Anna May Wong : Fleur-de-Lotus